# John Hopfield
John Joseph Hopfield (Chicago, 15 de julho de 1933) é um físico, biólogo e neurologista estadunidense.
Foi distinguido em 2024 com o Prémio Nobel de Física, conjuntamente com Geoffrey Hinton, por "descobertas fundamentais e invenções que permitem aprendizagem automática com redes neuronais artificiais”.